# 高瀬姫
高瀬姫（たかせひめ、? - 寛永11年8月11日（1634年10月2日））は、戦国時代から江戸時代初期にかけての女性。遠江国引佐郡井伊谷の領主・井伊直親の娘。井伊直政の異母姉。

## 人物
井伊谷で生まれたか、父・直親が松源寺で匿われている際に現地の人（塩澤氏の娘か）との間に生まれたという説がある。徳川家康の命令で異母弟・直政の家臣になった川手良則と結婚した。彦根の長純寺に高瀬姫の菩提所がある。春光院。

## 登場する作品
テレビドラマ
- おんな城主 直虎（2017年、NHK大河ドラマ） - 演：朝倉あき（少女期：髙橋ひかる）